# Adesmus fulvicornis
Adesmus fulvicornis es una especie de escarabajo longicornio del género Adesmus, categorizada en la tribu Hemilophini, de la subfamilia Lamiinae. Fue descrita por Bates en 1881.

## Descripción
Mide 9,54-10,6 mm de longitud.

## Distribución
Se distribuye por Brasil.